# Huia
A Huia a kétéltűek (Amphibia) osztályába, valamint a békák (Anura) rendjébe és a valódi békafélék (Ranidae) családjába tartozó nem.

## Előfordulásuk
A nembe tartozó fajok Jáván, Szumátrán és Borneón honosak. 

## Taxonómiai helyzete
A különböző rendszerek gyakran akár 55 fajt is a Huia nembe helyeznek, ezek közül olyanokat is, amelyeket eredetileg a parafiletikus csoportot alkotó Odorrana illetve Eburana nembe soroltak. Valójában ezt a két nemet időnként a Huia fiatalabb szinonímájaként kezelik. Ugyanakkor a korábban a Huia nembe sorolt Huia nasica ma már az Odorrana nembe tartozik. A Huia nembe történő átsorolások egy része korainak tűnik, jobb az Odorrana és az Eburana nemet érvényesnek tekinteni a Huia bővítése helyett.
Amennyire látható, a Huia még a felülvizsgálat után is parafiletikus csoportot alkot a Meristogenys nemmel. Ez azt jelenti, hogy vagy ez utóbbi is a Huia nembe értendő, vagy a Huia csak a típusfajt (Huia cavitympanum) tartalmazza, esetleg a nem további fajait (pl Huia sumatrana) kell róla leválasztani. A legalkalmasabbnak az első lehetőség tűnik, mindaddig, amíg a Huia és a Meristogenys, valamint a velük közeli rokonságban álló Clinotarsus fajai közötti kapcsolat felderítése pontosabb nem lesz.

## Rendszerezés
A nembe az alábbi fajok tartoznak:
- Huia cavitympanum (Boulenger, 1893)
- Huia masonii (Boulenger, 1884)
- Huia melasma Stuart & Chan-ard, 2005
- Huia modiglianii (Doria, Salvidio & Tavano, 1999)
- Huia sumatrana Yang, 1991